# Касмалія (Каліфорнія)
Касмалія (англ. Casmalia) — переписна місцевість (CDP) в США, в окрузі Санта-Барбара штату Каліфорнія. Населення — 147 осіб (2020).

## Географія
Касмалія розташована за координатами 34°50′15″ пн. ш. 120°31′52″ зх. д. / 34.83750° пн. ш. 120.53111° зх. д. (34.837589, -120.531071).  За даними Бюро перепису населення США в 2010 році переписна місцевість мала площу 0,49 км², уся площа — суходіл.

## Демографія
Згідно з переписом 2010 року, у переписній місцевості мешкало 138 осіб у 57 домогосподарствах у складі 32 родин. Густота населення становила 283 особи/км².  Було 61 помешкання (125/км²).
Расовий склад населення:
| - 65,9 % — білих - 2,2 % — чорних або афроамериканців - 0,7 % — азіатів - 21,7 % — осіб інших рас |

До двох чи більше рас належало 9,4 %. Частка іспаномовних становила 42,0 % від усіх жителів.
За віковим діапазоном населення розподілялося таким чином: 21,0 % — особи молодші 18 років, 64,5 % — особи у віці 18—64 років, 14,5 % — особи у віці 65 років та старші. Медіана віку мешканця становила 43,0 року. На 100 осіб жіночої статі у переписній місцевості припадало 102,9 чоловіків;  на 100 жінок у віці від 18 років та старших — 101,9 чоловіків також старших 18 років.
Цивільне працевлаштоване населення становило 57 осіб. Основні галузі зайнятості: мистецтво, розваги та відпочинок — 50,9 %, освіта, охорона здоров'я та соціальна допомога — 35,1 %, будівництво — 14,0 %.